# 竜泉寺 (名古屋市)
竜泉寺（りゅうせんじ）は、愛知県名古屋市守山区にある町名。現行行政地名は竜泉寺一丁目及び竜泉寺二丁目。住居表示未実施。

## 地理
北部を春日井市上条町・下津町・中切町、南部を大字吉根、西部を松坂町・川東山、東部を桔梗平・青葉台と隣接している。

### 河川
- 庄内川 - 町の北部を西流。

## 歴史

### 地名の由来
当地内に所在する松洞山大行院龍泉寺の寺号に由来する。

### 沿革
- 2003年（平成15年）11月10日 - 守山区大字吉根の一部（字松ヶ洞の全域）より、同区竜泉寺一〜二丁目が成立[1]。

## 世帯数と人口
2019年（平成31年）4月1日現在の世帯数と人口は以下の通りである。
| 丁目         | 世帯数  | 人口  |
| ------------ | ------- | ----- |
| 竜泉寺一丁目 | 230世帯 | 468人 |
| 竜泉寺二丁目 | 141世帯 | 288人 |
| 計           | 371世帯 | 756人 |

### 人口の変遷
国勢調査による人口の推移
| 2005年（平成17年） | 614人 | [ 7 ] |  |
| 2010年（平成22年） | 656人 | [ 8 ] |  |
| 2015年（平成27年） | 751人 | [ 9 ] |  |

## 学区
市立小・中学校に通う場合、学校等は以下の通りとなる。また、公立高等学校に通う場合の学区は以下の通りとなる。
| 丁目         | 番・番地等 | 小学校                 | 中学校                 | 高等学校 |
| ------------ | ---------- | ---------------------- | ---------------------- | -------- |
| 竜泉寺一丁目 | 全域       | 名古屋市立小幡北小学校 | 名古屋市立守山北中学校 | 尾張学区 |
| 竜泉寺二丁目 | 全域       | 名古屋市立小幡北小学校 | 名古屋市立守山北中学校 | 尾張学区 |

## 交通

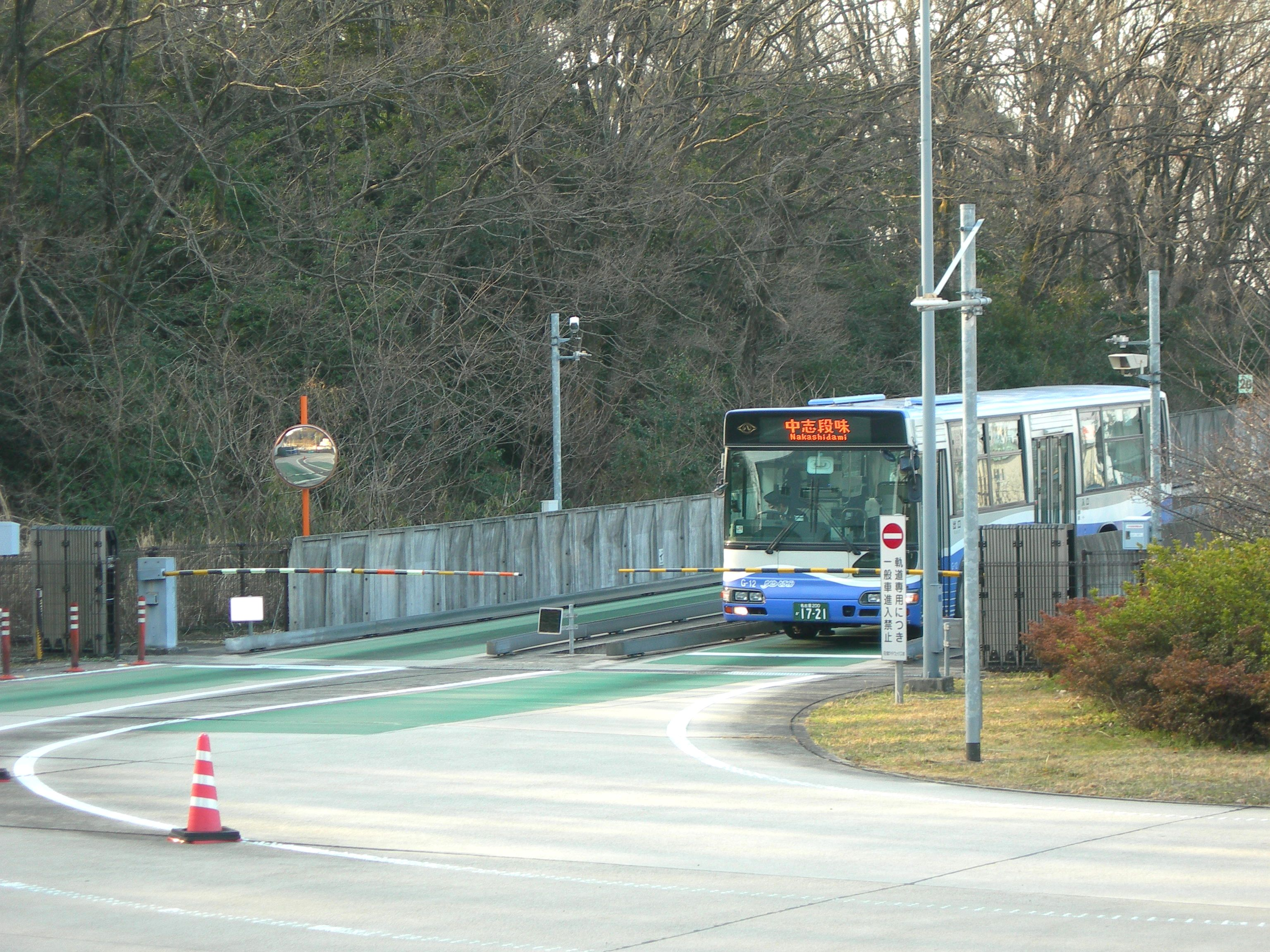
当地内のガイドウェイバスモードインターチェンジ

### 鉄道
- 名古屋ガイドウェイバスガイドウェイバス志段味線（ゆとりーとライン） 小幡緑地駅

### バス
名古屋市営バス（名古屋市交通局）
- 小幡緑地停留所
  - アのりば - 守山11系統（緑ケ丘住宅行・新守山駅行）・守山巡回（上飯田行・新守山駅行）[12]

ゆとりーとライン（運行は名古屋市交通局が担当）
- 竜泉寺口停留所[13]
  - アのりば - 中志段味・高蔵寺行
  - イのりば - 大曽根行
- 竜泉寺停留所[14]
  - アのりば - 中志段味・高蔵寺行
  - イのりば - 大曽根行

### 道路
- 竜泉寺街道（愛知県道・岐阜県道15号名古屋多治見線） - 町の中央部を東西に横断している。

## 名所・旧跡

### 名所
- 龍泉寺
- 回向院
- 御嶽神社
- 竜泉寺街園

### 旧跡
- 龍泉寺城址

## 施設
- 天空SPA HILLS 竜泉寺の湯 名古屋守山本店
- 守山スポーツセンター
- 竜泉寺ゴルフ場
- 守山研修センター
- 小幡北消防団詰所
- 名古屋ガイドウェイバス本社・フェアリー保育園

## その他

### 日本郵便
- 郵便番号 : 463-0801[4]（集配局：守山郵便局[15]）。